# NK Kustošija
NK Kustošija là một câu lạc bộ bóng đá Croatia có trụ sở ở Zagreb, được thành lập năm 1929.
Tính đến mùa giải 2017-18, đội tuyển của câu lạc bộ tham gia 2. HNL. Kustošija cũng có một trường bóng đá gắn với câu lạc bộ.

## Lịch sử
Kustošija được thành lập với tên gọi Metalac và thi đấu ở giải hạng hai Nam Tư trong các thập niên 1940, 1950 và 1960.
Kustošija giành chức vô địch hạng trung 4. HNL mùa giải 2015-16 để lên chơi ở 3. HNL sau nhiều năm thi đấu ở các giải hạng dưới.